# Suore adoratrici del Santissimo Sacramento
Le suore adoratrici del Santissimo Sacramento sono un istituto religioso femminile di diritto pontificio.

## Storia
La congregazione trae origine da quella fondata a Bergamo nel 1882 da Francesco Spinelli  con l'aiuto di Geltrude Comensoli.
Rimasto coinvolto nel 1889 in un fallimento e vistosi sequestrare tutti i beni, Spinelli si rifugiò con alcune suore a lui fedeli in una casa di Rivolta d'Adda intestata a suo fratello e nel 1892 la congregazione si ritrovò così divisa in due rami: quello di Bergamo diretto dalla Comensoli e quello di Rivolta guidato da Spinelli. Il ramo di Rivolta venne approvato come congregazione autonoma dal vescovo di Cremona nel 1897.
L'istituto ricevette il pontificio decreto di lode l'11 dicembre 1926 e venne approvato definitivamente dalla Santa Sede il 27 febbraio 1932.

## Attività e diffusione
Le adoratrici si dedicano all'istruzione, alle opere parrocchiali e ad altre attività a favore di carcerati, tossicodipendenti, malati terminali e vittime della prostituzione.
Oltre che in Italia, sono presenti in Africa (Camerun, Repubblica Democratica del Congo, Senegal) e America del Sud (Argentina, Colombia): la sede generalizia è a Rivolta d'Adda.
Al 31 dicembre 2005 l'istituto contava 436 religiose in 59 case.